# Josiah Charles Hughes
Pour les articles homonymes, voir Hughes.
Josiah Charles Hughes (aussi Josias) (5 mai 1843-8 novembre 1886) est un homme politique canadien de la Colombie-Britannique. Il est député provincial indépendant de la circonscription britanno-colombienne de New Westminster District de 1871 à 1875.

## Biographie
Né à Omemee (en) dans le Canada-Ouest (Ontario), Hughes étudie à Peterborough et à Cobourg. S'établissant en Colombie-Britannique en 1862, il travaille comme commis pour une compagnie de transport pendant environ cinq ans. Ensuite, il travaille comme comptable pendant environ neuf ans. Après s'être établie dans la baie Burrard en 1871, il est nommé agent du gouvernement pour New Westminster en 1876. En 1886, il devient agent du gouvernement fédéral auprès des Indiens à Metlakatla (en).
Il tombe malade la même année et meurt à New Westminster le 8 novembre 1886 à l'âge de 43 ans.